# Jussi Niinistö
Jussi Niinistö, född 27 oktober 1970 i Helsingfors, är en finländsk politiker (Blå framtid). Han var Finlands försvarsminister 2015–2019 och ledamot av Finlands riksdag 2011–2019, till 2017 som representant för Sannfinländarna.
Niinistö omvaldes i riksdagen i riksdagsvalet 2015 med 11 767 röster från Nylands valkrets.